# Bob-Weltcup 2006/07
Der Bob-Weltcup 2006/07 begann am 27. November 2006 im kanadischen Calgary und endete am 25. Februar 2007 in Königssee. Der Höhepunkt der Saison war die 57. Bob-Weltmeisterschaft vom 24. Januar bis 4. Februar 2007 in St. Moritz.
Die Saison wurde an acht Weltcupstationen ausgetragen.

## Weltcupkalender
| #  | Datum                           | Land               | Ort                 | Wettkampfstätte                         | 2er F | 2er M | 4er |
| -- | ------------------------------- | ------------------ | ------------------- | --------------------------------------- | ----- | ----- | --- |
| 1  | 27. November – 2. Dezember 2006 | Kanada             | Calgary             | Calgary’s WinSport Bobsleigh/Luge Track | ●     | ●     | ●   |
| 2  | 4.–9. Dezember 2006             | Vereinigte Staaten | Park City           | Utah Olympic Park Track                 | ●     | ●     | ●   |
| 3  | 12.–17. Dezember 2006           | Vereinigte Staaten | Lake Placid         | Olympia-Bobbahn Mount Van Hoevenberg    | ●     | ●     | ●   |
| 4  | 9.–14. Januar 2007              | Italien            | Cortina d’Ampezzo 1 | Pista olimpica Eugenio Monti            | ●     | ●     | ●   |
| 5  | 16.–21. Januar 2007             | Österreich         | Innsbruck-Igls      | Olympia Eiskanal Innsbruck-Igls         | ●     | ●     | ●   |
| WM | 24. Januar – 4. Februar 2007    | Schweiz            | St. Moritz          | Olympia Bob Run St. Moritz–Celerina     | ●     | ●     | ●   |
| 6  | 6.–11. Februar 2007             | Italien            | Cesana Torinese     | Cesana Pariol                           | ●     | ●     | ●   |
| 7  | 13.–18. Februar 2007            | Deutschland        | Winterberg          | Veltins-Eisarena                        | ●     | ●     | ●   |
| 8  | 20.–25. Februar 2007            | Deutschland        | Königssee           | Kunsteisbahn Königssee                  | ●     | ●     | ●   |

## Einzelergebnisse der Weltcupsaison 2006/07
| 1. Weltcup in Calgary, 27. November 2006 – 2. Dezember 2006 | 1. Weltcup in Calgary, 27. November 2006 – 2. Dezember 2006       | 1. Weltcup in Calgary, 27. November 2006 – 2. Dezember 2006                  | 1. Weltcup in Calgary, 27. November 2006 – 2. Dezember 2006  |
| ----------------------------------------------------------- | ----------------------------------------------------------------- | ---------------------------------------------------------------------------- | ------------------------------------------------------------ |
| Disziplin                                                   | Erster Platz                                                      | Zweiter Platz                                                                | Dritter Platz                                                |
| Zweierbob Damen                                             | Shauna Rohbock Valerie Fleming                                    | Cathleen Martini Janine Tischer                                              | Sandra Kiriasis Romy Logsch                                  |
| Zweierbob Herren                                            | André Lange Kevin Kuske                                           | Steven Holcomb Brock Kreitzburg                                              | Pierre Lueders Lascelles Brown                               |
| Viererbob Herren                                            | DeutschlandAndré Lange Alexander Rödiger Kevin Kuske Martin Putze | RusslandJewgeni Popow Roman Oreschnikow Dmitri Trunenkow Dmitri Stjopuschkin | KanadaPierre Lueders Ken Kotyk David Bissett Lascelles Brown |

| 2. Weltcup in Park City, 4. Dezember 2006 – 9. Dezember 2006 | 2. Weltcup in Park City, 4. Dezember 2006 – 9. Dezember 2006                 | 2. Weltcup in Park City, 4. Dezember 2006 – 9. Dezember 2006      | 2. Weltcup in Park City, 4. Dezember 2006 – 9. Dezember 2006           |
| ------------------------------------------------------------ | ---------------------------------------------------------------------------- | ----------------------------------------------------------------- | ---------------------------------------------------------------------- |
| Disziplin                                                    | Erster Platz                                                                 | Zweiter Platz                                                     | Dritter Platz                                                          |
| Zweierbob Damen                                              | Shauna Rohbock Valerie Fleming                                               | Cathleen Martini Janine Tischer                                   | Helen Upperton Jennifer Ciochetti                                      |
| Zweierbob Herren                                             | André Lange Kevin Kuske                                                      | Steven Holcomb Brock Kreitzburg                                   | Pierre Lueders Lascelles Brown                                         |
| Viererbob Herren                                             | RusslandJewgeni Popow Dmitri Trunenkow Roman Oreschnikow Dmitri Stjopuschkin | DeutschlandAndré Lange Alexander Rödiger Kevin Kuske Martin Putze | LettlandJānis Miņins Daumants Dreiškens Ainārs Podnieks Reinis Rozītis |

| 3. Weltcup in Lake Placid, 12. Dezember 2006 – 17. Dezember 2006 | 3. Weltcup in Lake Placid, 12. Dezember 2006 – 17. Dezember 2006             | 3. Weltcup in Lake Placid, 12. Dezember 2006 – 17. Dezember 2006       | 3. Weltcup in Lake Placid, 12. Dezember 2006 – 17. Dezember 2006    |
| ---------------------------------------------------------------- | ---------------------------------------------------------------------------- | ---------------------------------------------------------------------- | ------------------------------------------------------------------- |
| Disziplin                                                        | Erster Platz                                                                 | Zweiter Platz                                                          | Dritter Platz                                                       |
| Zweierbob Damen                                                  | Cathleen Martini Janine Tischer                                              | Helen Upperton Jaime Cruickshank                                       | Shauna Rohbock Valerie Fleming Sandra Kiriasis Anja Schneiderheinze |
| Zweierbob Herren                                                 | André Lange Kevin Kuske                                                      | Steven Holcomb Brock Kreitzburg                                        | Pierre Lueders Lascelles Brown                                      |
| Viererbob Herren                                                 | RusslandJewgeni Popow Roman Oreschnikow Dmitri Trunenkow Dmitri Stjopuschkin | LettlandJānis Miņins Daumants Dreiškens Ainārs Podnieks Reinis Rozītis | ItalienFabrizio Tosini Ivan Giordani Danilo Santarsiero Mirko Turri |

| 4. Weltcup und Europameisterschaften in Cortina d’Ampezzo, 9. Januar 2007 – 14. Januar 2007 | 4. Weltcup und Europameisterschaften in Cortina d’Ampezzo, 9. Januar 2007 – 14. Januar 2007 | 4. Weltcup und Europameisterschaften in Cortina d’Ampezzo, 9. Januar 2007 – 14. Januar 2007 | 4. Weltcup und Europameisterschaften in Cortina d’Ampezzo, 9. Januar 2007 – 14. Januar 2007 |
| ------------------------------------------------------------------------------------------- | ------------------------------------------------------------------------------------------- | ------------------------------------------------------------------------------------------- | ------------------------------------------------------------------------------------------- |
| Disziplin                                                                                   | Erster Platz                                                                                | Zweiter Platz                                                                               | Dritter Platz                                                                               |
| Zweierbob Damen                                                                             | Sandra Kiriasis Romy Logsch                                                                 | Cathleen Martini Janine Tischer                                                             | Helen Upperton Jennifer Ciochetti                                                           |
| Zweierbob Herren                                                                            | Steven Holcomb Brock Kreitzburg                                                             | Pierre Lueders David Bissett                                                                | Ivo Danilevič Roman Gomola                                                                  |
| Viererbob Herren                                                                            | Vereinigte StaatenSteven Holcomb Pavle Jovanovic Steve Mesler Brock Kreitzburg              | DeutschlandAndré Lange Alexander Rödiger Kevin Kuske Martin Putze                           | KanadaPierre Lueders Ken Kotyk David Bissett Lascelles Brown                                |

| 5. Weltcup in Igls, 16. Januar 2007 – 21. Januar 2007 | 5. Weltcup in Igls, 16. Januar 2007 – 21. Januar 2007                          | 5. Weltcup in Igls, 16. Januar 2007 – 21. Januar 2007                        | 5. Weltcup in Igls, 16. Januar 2007 – 21. Januar 2007             |
| ----------------------------------------------------- | ------------------------------------------------------------------------------ | ---------------------------------------------------------------------------- | ----------------------------------------------------------------- |
| Disziplin                                             | Erster Platz                                                                   | Zweiter Platz                                                                | Dritter Platz                                                     |
| Zweierbob Damen                                       | Sandra Kiriasis Anja Schneiderheinze                                           | Shauna Rohbock Valerie Fleming                                               | Cathleen Martini Janine Tischer                                   |
| Zweierbob Herren                                      | Pierre Lueders Lascelles Brown                                                 | Karl Angerer Marc Kühne                                                      | Daniel Schmid Thomas Lamparter                                    |
| Viererbob Herren                                      | Vereinigte StaatenSteven Holcomb Pavle Jovanovic Steve Mesler Brock Kreitzburg | RusslandJewgeni Popow Roman Oreschnikow Dmitri Trunenkow Dmitri Stjopuschkin | DeutschlandKarl Angerer Andreas Udvari Marc Kühne Benjamin Mielke |

| Weltmeisterschaften in St. Moritz, 24. Januar 2007 – 4. Februar 2007 | Weltmeisterschaften in St. Moritz, 24. Januar 2007 – 4. Februar 2007                             | Weltmeisterschaften in St. Moritz, 24. Januar 2007 – 4. Februar 2007                                  | Weltmeisterschaften in St. Moritz, 24. Januar 2007 – 4. Februar 2007                                |
| -------------------------------------------------------------------- | ------------------------------------------------------------------------------------------------ | --- | --------------------------------------------------------------------------------------------------- |
| Disziplin                                                            | Erster Platz                                                                                     | Zweiter Platz                                                                                         | Dritter Platz                                                                                       |
| Zweierbob Damen                                                      | Sandra Kiriasis Romy Logsch                                                                      | Cathleen Martini Janine Tischer                                                                       | Shauna Rohbock Valerie Fleming                                                                      |
| Zweierbob Herren                                                     | André Lange Kevin Kuske                                                                          | Ivo Rüegg Tommy Herzog                                                                                | Simone Bertazzo Samuele Romanini                                                                    |
| Viererbob Herren                                                     | SchweizIvo Rüegg Thomas Lamparter Beat Hefti Cédric Grand                                        | KanadaPierre Lueders Ken Kotyk David Bissett Lascelles Brown                                          | DeutschlandAndré Lange René Hoppe Kevin Kuske Martin Putze                                          |
| Mannschaft                                                           | Deutschland Frank Kleber Sandra Kiriasis Berit Wiacker Monique Riekewald Karl Angerer Marc Kühne | Vereinigte Staaten Eric Bernotas Erin Pac Emily Azevedo Noelle Pikus-Pace Mike Kohn Curtis Tomasevicz | Schweiz Gregor Stähli Sabina Hafner Katharina Sutter Maya Pedersen-Bieri Ivo Rüegg Thomas Lamparter |

| 6. Weltcup in Cesana, 6. Februar 2007 – 11. Februar 2007 | 6. Weltcup in Cesana, 6. Februar 2007 – 11. Februar 2007                       | 6. Weltcup in Cesana, 6. Februar 2007 – 11. Februar 2007                     | 6. Weltcup in Cesana, 6. Februar 2007 – 11. Februar 2007   |
| -------------------------------------------------------- | ------------------------------------------------------------------------------ | ---------------------------------------------------------------------------- | ---------------------------------------------------------- |
| Disziplin                                                | Erster Platz                                                                   | Zweiter Platz                                                                | Dritter Platz                                              |
| Zweierbob Damen                                          | Sandra Kiriasis Anja Schneiderheinze                                           | Shauna Rohbock Valerie Fleming                                               | Cathleen Martini Janine Tischer                            |
| Zweierbob Herren                                         | Ivo Rüegg Cédric Grand Steven Holcomb Curtis Tomasevicz                        |                                                                              | Wolfgang Stampfer Gerhard Köhler                           |
| Viererbob Herren                                         | Vereinigte StaatenSteven Holcomb Pavle Jovanovic Steve Mesler Brock Kreitzburg | RusslandJewgeni Popow Dmitri Stjopuschkin Alexei Seliwerstow Kirill Sossunow | DeutschlandAndré Lange René Hoppe Kevin Kuske Martin Putze |

| 7. Weltcup in Winterberg, 13. Februar 2007 – 18. Februar 2007 | 7. Weltcup in Winterberg, 13. Februar 2007 – 18. Februar 2007                | 7. Weltcup in Winterberg, 13. Februar 2007 – 18. Februar 2007                  | 7. Weltcup in Winterberg, 13. Februar 2007 – 18. Februar 2007          |
| ------------------------------------------------------------- | ---------------------------------------------------------------------------- | ------------------------------------------------------------------------------ | ---------------------------------------------------------------------- |
| Disziplin                                                     | Erster Platz                                                                 | Zweiter Platz                                                                  | Dritter Platz                                                          |
| Zweierbob Damen                                               | Sandra Kiriasis Romy Logsch                                                  | Shauna Rohbock Valerie Fleming                                                 | Cathleen Martini Janine Tischer                                        |
| Zweierbob Herren                                              | André Lange Kevin Kuske                                                      | Matthias Höpfner Andreas Porth                                                 | Pierre Lueders David Bissett                                           |
| Viererbob Herren                                              | RusslandJewgeni Popow Roman Oreschnikow Dmitri Trunenkow Dmitri Stjopuschkin | Vereinigte StaatenSteven Holcomb Pavle Jovanovic Steve Mesler Brock Kreitzburg | LettlandJānis Miņins Daumants Dreiškens Ainārs Podnieks Reinis Rozītis |

| 8. Weltcup in Königssee, 20. Februar 2007 – 25. Februar 2007 | 8. Weltcup in Königssee, 20. Februar 2007 – 25. Februar 2007 | 8. Weltcup in Königssee, 20. Februar 2007 – 25. Februar 2007                   | 8. Weltcup in Königssee, 20. Februar 2007 – 25. Februar 2007           |
| ------------------------------------------------------------ | ------------------------------------------------------------ | ------------------------------------------------------------------------------ | ---------------------------------------------------------------------- |
| Disziplin                                                    | Erster Platz                                                 | Zweiter Platz                                                                  | Dritter Platz                                                          |
| Zweierbob Damen                                              | Sandra Kiriasis Berit Wiacker                                | Shauna Rohbock Valerie Fleming                                                 | Cathleen Martini Janine Tischer                                        |
| Zweierbob Herren                                             | André Lange Kevin Kuske                                      | Matthias Höpfner Andreas Porth                                                 | Pierre Lueders David Bissett                                           |
| Viererbob Herren                                             | KanadaPierre Lueders Ken Kotyk David Bissett Lascelles Brown | Vereinigte StaatenSteven Holcomb Pavle Jovanovic Steve Mesler Brock Kreitzburg | LettlandJānis Miņins Daumants Dreiškens Ainārs Podnieks Reinis Rozītis |

## Gesamtstand und erreichte Platzierungen im Zweierbob der Frauen
| Rang | Bobpilotin           | Land                   | CAL | PAC | LAP | COR | IGL | CES | WIN | KÖN | Punkte | STM |
| ---- | -------------------- | ---------------------- | --- | --- | --- | --- | --- | --- | --- | --- | ------ | --- |
| 1.   | Sandra Kiriasis      | Deutschland            | 3   | 4   | 3   | 1   | 1   | 1   | 1   | 1   | 730    | 1   |
| 2.   | Shauna Rohbock       | Vereinigte Staaten     | 1   | 1   | 3   | 4   | 2   | 2   | 2   | 2   | 710    | 3   |
| 3.   | Cathleen Martini     | Deutschland            | 2   | 2   | 1   | 2   | 3   | 3   | 3   | 3   | 690    | 2   |
| 4.   | Helen Upperton       | Kanada                 | 4   | 3   | 2   | 3   | 4   | 4   | 4   | 4   | 600    | 6   |
| 5.   | Maya Bamert          | Schweiz                | 7   | 9   | 11  | 8   | 7   | 6   | 5   | 6   | 429    | 5   |
| 6.   | Jessica Gillarduzzi  | Italien                | 11  | 12  | 9   | 5   | 5   | 12  | 10  | 9   | 373    | 11  |
| 7.   | Amanda Stepenko      | Kanada                 | 10  | 8   | 6   | 10  | 11  | 7   | 11  | 13  | 360    | 13  |
| 8.   | Eline Jurg           | Niederlande            | 9   | 10  | 10  | 13  | 12  | 10  | 8   | 8   | 340    | 10  |
| 9.   | Wiktorija Tokowaja   | Russland               | 6   | 5   | 13  | 14  | 10  | 8   | 15  | 15  | 334    | 15  |
| 10.  | Susi Erdmann         | Deutschland            | –   | –   | –   | 6   | 6   | 5   | 7   | 5   | 305    | 4   |
| 11.  | Sabina Hafner        | Schweiz                | 8   | 6   | 8   | 7   | –   | –   | 9   | 10  | 302    | 7   |
| 12.  | Isabel Baumann       | Schweiz                | 12  | –   | 12  | 11  | 15  | 11  | 14  | 12  | 243    | 12  |
| 13.  | Claudia Schramm      | Deutschland            | 5   | 11  | 5   | –   | –   | –   | –   | –   | 169    | –   |
| 14.  | Alewtina Kowalenko   | Russland               | –   | –   | –   | –   | 13  | dns | 6   | 7   | 148    | 9   |
| 15.  | Jackie Davies        | Vereinigtes Königreich | –   | –   | –   | –   | –   | 9   | 12  | 14  | 111    | 14  |
| 16.  | Sara Sprung          | Vereinigte Staaten     | –   | 7   | 7   | –   | –   | –   | –   | –   | 110    | –   |
| 17.  | Nicola Minichiello   | Vereinigtes Königreich | –   | –   | –   | 9   | 8   | –   | –   | –   | 95     | 16  |
| 18.  | Kaillie Simundson    | Kanada                 | –   | –   | –   | –   | –   | –   | 13  | 11  | 72     | –   |
| 19.  | Karin Olsson         | Schweden               | –   | –   | –   | 12  | 16  | –   | –   | –   | 60     | 17  |
| 20.  | Silke Zeuner         | Österreich             | –   | –   | –   | –   | 14  | 14  | –   | –   | 60     | 19  |
| 21.  | Esmé Kamphuis        | Niederlande            | –   | –   | –   | –   | dns | –   | 16  | 16  | 48     | 21  |
| 22.  | Erin Pac             | Vereinigte Staaten     | –   | –   | –   | –   | 9   | –   | –   | –   | 45     | 8   |
| 23.  | Aiva Aparjode        | Lettland               | –   | –   | –   | –   | –   | 13  | –   | –   | 33     | 18  |
| 24.  | Manami Hino          | Japan                  | –   | –   | –   | –   | –   | 15  | –   | –   | 27     | 20  |
| 25.  | Christine Müssiggang | Österreich             | –   | –   | –   | –   | –   | 16  | –   | –   | 24     | –   |
| 26.  | Pavla Fabianova      | Tschechien             | –   | –   | –   | –   | –   | −   | −   | 17  | 22     | dnf |

## Gesamtstand und erreichte Platzierungen im Zweierbob der Männer
| Rang | Bobpilot            | Land                   | CAL | PAC | LAP | COR | IGL | CES | WIN | KÖN | Punkte | STM |
| ---- | ------------------- | ---------------------- | --- | --- | --- | --- | --- | --- | --- | --- | ------ | --- |
| 1.   | Steven Holcomb      | Vereinigte Staaten     | 2   | 2   | 2   | 1   | 4   | 1   | 8   | 4   | 660    | 4   |
| 2.   | Pierre Lueders      | Kanada                 | 3   | 3   | 3   | 2   | 1   | 4   | 3   | 3   | 660    | 7   |
| 3.   | André Lange         | Deutschland            | 1   | 1   | 1   | 5   | –   | dsq | 1   | 1   | 565    | 1   |
| 4.   | Matthias Höpfner    | Deutschland            | 5   | 5   | 4   | dsq | 9   | 7   | 2   | 2   | 480    | dsq |
| 5.   | Ivo Rüegg           | Schweiz                | 3   | 4   | 16  | 4   | 11  | 1   | 9   | 14  | 458    | 2   |
| 6.   | Wolfgang Stampfer   | Österreich             | 8   | 7   | 5   | 7   | 7   | 3   | 6   | 13  | 453    | 6   |
| 7.   | Simone Bertazzo     | Italien                | 7   | 12  | 6   | 8   | 6   | 9   | 10  | 6   | 408    | 3   |
| 8.   | Daniel Schmid       | Schweiz                | 11  | 9   | 8   | 25  | 3   | 8   | 7   | 9   | 370    | 5   |
| 9.   | Patrice Servelle    | Monaco                 | 17  | 11  | 7   | 9   | 10  | 6   | 15  | 8   | 340    | 12  |
| 10.  | Jewgeni Popow       | Russland               | 10  | 10  | 10  | 13  | 12  | 5   | 14  | 10  | 332    | dsq |
| 11.  | Karl Angerer        | Deutschland            | 6   | 8   | 18  | –   | 2   | 12  | –   | 5   | 321    | –   |
| 12.  | Jürgen Loacker      | Österreich             | 12  | 13  | 12  | 14  | 13  | 14  | 11  | 7   | 292    | 10  |
| 13.  | Fabrizio Tosini     | Italien                | 13  | 14  | 10  | 12  | 8   | dsq | 5   | 16  | 280    | 16  |
| 14.  | Jānis Miņins        | Lettland               | 14  | 15  | 17  | 11  | 15  | 11  | 12  | 17  | 242    | 12  |
| 15.  | Ivo Danilevič       | Tschechien             | 21  | 19  | 19  | 3   | 16  | 10  | –   | 11  | 235    | 9   |
| 16.  | Thomas Florschütz   | Deutschland            | –   | –   | –   | 6   | 5   | –   | 4   | –   | 195    | –   |
| 17.  | Alexander Subkow    | Russland               | 9   | 6   | 9   | –   | –   | –   | –   | –   | 150    | –   |
| 18.  | Mihails Arhipovs    | Lettland               | 16  | 18  | 13  | 18  | 19  | 15  | –   | –   | 142    | 20  |
| 19.  | Martin Galliker     | Schweiz                | 20  | –   | –   | 15  | 17  | 13  | 24  | 18  | 126    | –   |
| 20.  | Mike Kohn           | Vereinigte Staaten     | 18  | 16  | 14  | –   | 14  | –   | –   | –   | 104    | 15  |
| 21.  | Edwin van Calker    | Niederlande            | –   | –   | –   | 24  | 18  | 16  | 16  | 15  | 103    | 14  |
| 22.  | Serge Despres       | Kanada                 | –   | –   | –   | –   | –   | 17  | 13  | 12  | 91     | –   |
| 23.  | Dmitri Abramowitsch | Russland               | –   | –   | –   | 10  | –   | –   | 17  | 19  | 82     | 8   |
| 24.  | Stephan Bosch       | Vereinigte Staaten     | 15  | 17  | 15  | –   | –   | –   | –   | –   | 76     | dsq |
| 25.  | Jeffrey Tocant      | Monaco                 | 22  | 20  | –   | 23  | 25  | 22  | 25  | –   | 62     | 23  |
| 26.  | Lee Johnston        | Vereinigtes Königreich | –   | –   | –   | 17  | 21  | –   | 23  | 21  | 60     | 19  |
| 27.  | Nicolae Istrate     | Rumänien               | –   | –   | –   | 20  | 20  | –   | 21  | 26  | 51     | 11  |
| 28.  | Andreas Mayrl       | Italien                | 19  | –   | –   | –   | 23  | 19  | –   | 28  | 49     | –   |
| 29.  | Grayson Fertig      | Vereinigte Staaten     | –   | –   | –   | –   | –   | 18  | 20  | 24  | 44     | –   |
| 30.  | Mickael Serise      | Frankreich             | –   | –   | –   | –   | –   | 21  | 19  | 22  | 44     | 24  |
| 31.  | Edgars Maskalāns    | Lettland               | –   | –   | –   | –   | –   | –   | 18  | 20  | 36     | –   |
| 32.  | Lyndon Rush         | Kanada                 | –   | –   | –   | 19  | 22  | –   | –   | –   | 30     | 17  |
| 33.  | Stefan Wassilew     | Bulgarien              | –   | –   | –   | 21  | 23  | –   | –   | 25  | 30     | 21  |
| 34.  | Michele Menardi     | Italien                | –   | –   | –   | 16  | –   | –   | –   | –   | 24     | –   |
| 35.  | Miloš Veselý        | Tschechien             | –   | –   | –   | 22  | –   | –   | –   | 23  | 22     | 18  |
| 36.  | Martin Wright       | Vereinigtes Königreich | –   | –   | –   | dsq | –   | 20  | dns | –   | 16     | 25  |
| 37.  | Steve Mesler        | Vereinigte Staaten     | –   | –   | –   | –   | –   | –   | 22  | –   | 12     | –   |
| 38.  | Dawid Kupczyk       | Polen                  | –   | –   | –   | –   | 25  | –   | –   | 30  | 7      | 26  |
| 39.  | Vincent Kortbeek    | Niederlande            | –   | –   | –   | –   | –   | –   | 26  | 29  | 7      | –   |
| 40.  | Vuk Rađenović       | Serbien und Montenegro | –   | –   | –   | –   | 27  | –   | –   | 31  | 4      | dns |
| 41.  | John Jackson        | Vereinigtes Königreich | –   | –   | –   | –   | –   | –   | –   | 27  | 4      | –   |

## Gesamtstand und erreichte Platzierungen im Viererbob der Männer
| Rang | Bobpilot           | Land                   | CAL | PAC | LAP | COR | IGL | CES | WIN | KÖN | Punkte | STM |
| ---- | ------------------ | ---------------------- | --- | --- | --- | --- | --- | --- | --- | --- | ------ | --- |
| 1.   | Jewgeni Popow      | Russland               | 2   | 1   | 1   | 4   | 2   | 2   | 1   | 9   | 685    | 6   |
| 2.   | Steven Holcomb     | Vereinigte Staaten     | 5   | 6   | 7   | 1   | 1   | 1   | 2   | 2   | 660    | 4   |
| 3.   | Pierre Lueders     | Kanada                 | 3   | 4   | 4   | 3   | 5   | 6   | 4   | 1   | 595    | 2   |
| 4.   | Jānis Miņins       | Lettland               | 6   | 3   | 2   | 7   | 4   | 4   | 3   | 3   | 585    | 7   |
| 5.   | André Lange        | Deutschland            | 1   | 2   | –   | 2   | –   | 3   | 5   | 8   | 475    | 3   |
| 6.   | Ivo Rüegg          | Schweiz                | 8   | 4   | 6   | 5   | 6   | 5   | 10  | 12  | 448    | 1   |
| 7.   | Matthias Höpfner   | Deutschland            | 7   | 12  | 4   | 10  | 7   | 10  | 9   | 5   | 410    | –   |
| 8.   | Fabrizio Tosini    | Italien                | 17  | 13  | 3   | 12  | 10  | 8   | 6   | 6   | 383    | 19  |
| 9.   | Wolfgang Stampfer  | Österreich             | 10  | 8   | 9   | 14  | 8   | 9   | 15  | 14  | 319    | 13  |
| 10.  | Simone Bertazzo    | Italien                | 11  | 16  | 8   | 9   | 13  | 7   | 13  | 20  | 295    | 15  |
| 11.  | Daniel Schmid      | Schweiz                | 15  | 15  | 14  | 15  | 14  | –   | 7   | 7   | 251    | –   |
| 12.  | Karl Angerer       | Deutschland            | 13  | 9   | –   | –   | 3   | 12  | –   | 13  | 227    | 12  |
| 13.  | Ivo Danilevič      | Tschechien             | 16  | 14  | 13  | 13  | 16  | 14  | –   | 19  | 192    | 14  |
| 14.  | Martin Galliker    | Schweiz                | 12  | –   | –   | dsq | 11  | 16  | 12  | 11  | 174    | 8   |
| 15.  | Mike Kohn          | Vereinigte Staaten     | 9   | 10  | 11  | –   | 9   | –   | –   | –   | 171    | 16  |
| 16.  | Lee Johnston       | Vereinigtes Königreich | –   | –   | –   | 17  | 18  | –   | 11  | 4   | 151    | 5   |
| 17.  | Mihails Arhipovs   | Lettland               | 20  | 17  | 12  | 18  | 15  | 15  | –   | –   | 148    | 18  |
| 18.  | Thomas Florschütz  | Deutschland            | –   | –   | –   | 6   | 12  | –   | 8   | –   | 146    | –   |
| 19.  | Patrice Servelle   | Monaco                 | 19  | 19  | –   | 20  | 21  | 11  | 16  | –   | 129    | 10  |
| 20.  | Alexander Subkow   | Russland               | 4   | 7   | –   | –   | –   | –   | –   | –   | 125    | –   |
| 21.  | Stephan Bosch      | Vereinigte Staaten     | 14  | 11  | 10  | –   | –   | –   | –   | –   | 111    | –   |
| 22.  | Edwin van Calker   | Niederlande            | –   | –   | –   | 19  | 19  | 18  | 17  | 16  | 102    | 21  |
| 23.  | Dmitry Abramovitch | Russland               | –   | –   | –   | 8   | –   | –   | dnf | 10  | 92     | 17  |
| 24.  | Jürgen Loacker     | Österreich             | 18  | 18  | 15  | –   | 17  | –   | –   | –   | 89     | 11  |
| 25.  | Grayson Fertig     | Vereinigte Staaten     | –   | –   | –   | –   | –   | 13  | 14  | 18  | 83     | –   |
| 26.  | Nicolae Istrate    | Rumänien               | –   | –   | –   | 16  | 20  | –   | 19  | 21  | 72     | 23  |
| 27.  | Lyndon Rush        | Kanada                 | –   | –   | –   | 11  | 22  | –   | –   | –   | 51     | dns |
| 28.  | Edgars Maskalāns   | Lettland               | –   | –   | –   | –   | –   | –   | 17  | 17  | 44     | –   |
| 29.  | Dawid Kupczyk      | Polen                  | –   | –   | –   | –   | 24  | –   | –   | 15  | 35     | 20  |
| 30.  | Neil Scarisbrick   | Vereinigtes Königreich | –   | –   | –   | 22  | 22  | –   | –   | –   | 24     | 9   |
| 31.  | Francisco Baños    | Schweiz                | –   | –   | –   | –   | –   | 17  | –   | –   | 22     | –   |
| 32.  | Stefan Wassilew    | Bulgarien              | –   | –   | –   | 21  | 25  | –   | –   | –   | 20     | 24  |
| 33.  | Martin Wright      | Vereinigtes Königreich | –   | –   | –   | –   | –   | 19  | –   | –   | 18     | –   |

## Gesamtstand und erreichte Platzierungen in der Kombination der Männer
| Rang | Bobpilot       | Land               |     | CAL | PAC | LAP | COR | IGL | CES | WIN | KÖN | Punkte |
| ---- | -------------- | ------------------ | --- | --- | --- | --- | --- | --- | --- | --- | --- | ------ |
| 1.   | Steven Holcomb | Vereinigte Staaten | 2er | 2   | 2   | 2   | 1   | 4   | 1   | 8   | 4   | 1320   |
| 1.   | Steven Holcomb | Vereinigte Staaten | 4er | 5   | 6   | 7   | 1   | 1   | 1   | 2   | 2   | 1320   |
| 2.   | Pierre Lueders | Kanada             | 2er | 3   | 3   | 3   | 2   | 1   | 4   | 3   | 3   | 1255   |
| 2.   | Pierre Lueders | Kanada             | 4er | 3   | 4   | 4   | 3   | 5   | 6   | 4   | 1   | 1255   |
| 3.   | André Lange    | Deutschland        | 2er | 1   | 1   | 1   | 5   | –   | dsq | 1   | 1   | 1040   |
| 3.   | André Lange    | Deutschland        | 4er | 1   | 2   | –   | 2   | –   | 3   | 5   | 8   | 1040   |